# Maximes delphiques

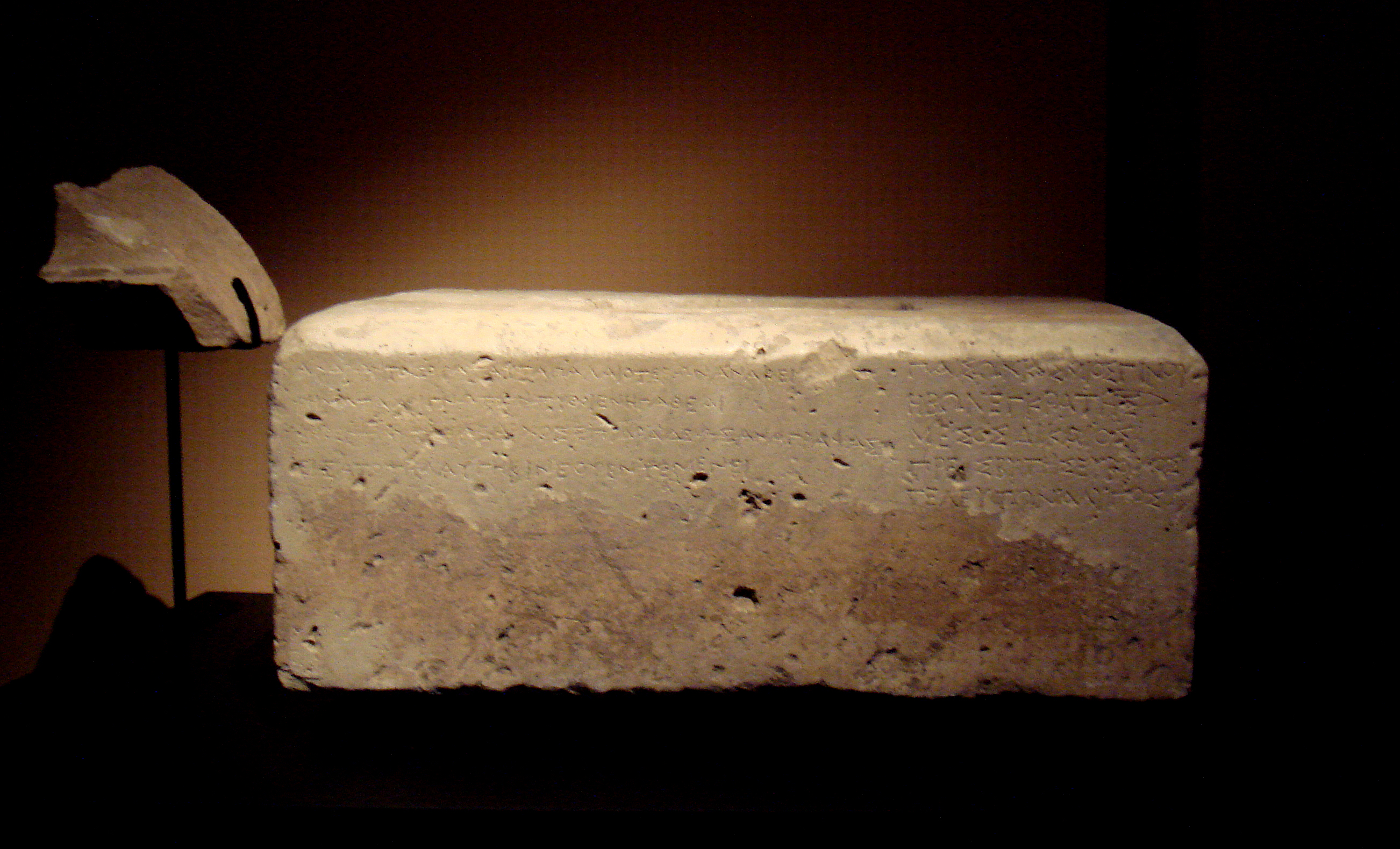
Bloc de pierre présentant une partie des maximes Delphiques. Aï-Khanoum, l'Afghanistan,

Les maximes delphiques ou commandements delphiques sont un ensemble de 147 aphorismes qui étaient inscrits à Delphes. À l'origine, ils sont réputés avoir été transmis par le dieu grec Apollon par l'intermédiaire de l'Oracle de Delphes Cependant, le doxographe Stobée ( Ve siècle) a attribué ces maximes aux Sept sages de Grèce, et les a transmises sous le titre de « Préceptes des Sept Sages de Sosiadès » (grec ancien : Σωσιάδου τῶν ἑπτὰ σοφῶν ὑποθῆκαι — Sosiadou tôn hepta sophron hupothêkai). Elles sont donc attribuées par Stobée à un certain Sosiadès, personnage dont on ne sait rien mais qui pourrait avoir été l'auteur d'une des versions de ces maximes qui ont circulé. 
Les chercheurs contemporains considèrent que leur paternité est incertaine et qu'il est probable que c'est leur popularité comme proverbes qui a plus tard incité à les attribuer à certains sages. La plus célèbre de ces maximes est vraisemblablement « connais-toi toi-même », qui était gravée sur le fronton du Temple d'Apollon à Delphes. L'ordre de ces maximes et le libellé de celles-ci varient selon les versions et les traductions considérées.

## L'inscription d'Aï-Khanoum
Dans les ruines de la cité hellénistique d'Aï Khanoum (ancien royaume gréco-bactrien localisé dans l'actuel Afghanistan), on a découvert un monument funéraire de type Hérôon, identifié par une inscriptions en grec ancien comme étant le tombeau de Kinéas, décrit comme le fondateur (oikistes) de la colonie grecque. Sur ce monument daté de 300-250 av. J.-C., on a découvert une inscription comprenant cinq maximes delphiques relatives aux qualités propres aux différents âges de la vie. Ces mêmes maximes se retrouvent à  la fin de la  liste des 147 (n° 143 à 147) :
παῖς ὢν κόσμιος γίνου
ἡβῶν ἐγκρατής
μέσος δίκαιος
πρεσβύτης εὔβουλος
τελευτῶν ἄλυπος
« Dans ton enfance, sois bien sage
dans ta jeunesse, maître de toi
au milieu de ta vie, sois juste
dans ta vieillesse, de bon conseil
au moment de ta mort, sans chagrin »
C'est par l'intermédiaire d'un Grec nommé Clearchos, qui pourrait avoir été Cléarque de Soles, disciple d'Aristote que les maximes figurent sur la pierre. En effet, on apprend par une épigramme de deux distiques de belle facture  que c'est ce Clearchos qui a soigneusement copié les maximes à Delphes, avant de les transporter à Aï Khanoum, où il les a fait graver sur une stèle placée ensuite dans le téménos (enceinte sacrée) de Kinéas:
ἀνδρῶν τοι σοφὰ ταῦτα παλαιοτέρων ἀνάκει[τα]ι
ῥήματα ἀριγνώτων Πυθοὶ ἐν ἠγαθέαι·
ἔνθεν ταῦτ[α] Κλέαρχος ἐπιφραδέως ἀναγράψας
εἵσατο τηλαυγῆ Κινέου ἐν τεμένει.
« Ces sages paroles d’hommes illustres d’autrefois
sont consacrées comme offrandes dans la sainte Pytho [Delphes] ; 
c’est là que Cléarque les a copiées avec soin, et il les a placées,   
afin qu’elles resplendissent au loin, dans l’enclos sacré de Kinéas. »

## Les 147 maximes delphiques

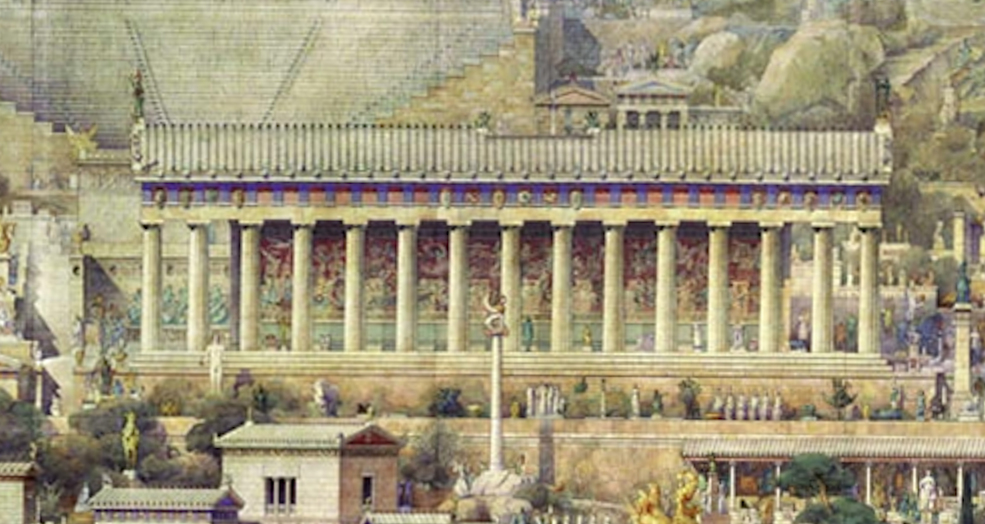
Le Temple d'Apollon à Delphes, par Albert Tournaire.

| Les 147 maximes delphiques | Les 147 maximes delphiques   | Les 147 maximes delphiques   | Les 147 maximes delphiques          | Les 147 maximes delphiques                                              |
| no                         | Grec                         | Translittération romanisée   | Traduction littérale                | Traduction interprétative en français contemporain                      |
| -------------------------- | ---------------------------- | ---------------------------- | ----------------------------------- | ----------------------------------------------------------------------- |
| 001.                       | Ἕπου θεούς                   | Hépou theôi                  | Suis les Dieux                      | Obéis à la volonté des Dieux                                            |
| 002.                       | Νόμῳ πείθου                  | Nómōi peíthou                | Obéis à la loi                      | Obéis à la loi                                                          |
| 003.                       | Θεοὺς σέβου                  | Theoùs sébou                 | Vénère les dieux                    | Adore les dieux                                                         |
| 004.                       | Γονεῖς αἰδοῦ                 | Goneîs aidoû                 | Respecte tes parents                | Respecte tes parents                                                    |
| 005.                       | Ἡττῶ ὑπὸ δικαίου             | Hēttô hupò dikaíou           | Sois vaincu par la justice          | Accepte de céder quand quelque chose est juste                          |
| 006.                       | Γνῶθι μαθών                  | Gnôthi mathṓn                | Connais ce que tu as appris         | Réfléchis à ce que tu as appris                                         |
| 007.                       | Ἀκούσας νόει                 | Akoúsas nóei                 | Comprends ce que tu as entendu      | Analyse ce que tu as entendu                                            |
| 008.                       | Γνῶθι σεαυτόν                | Gnôthi seautón               | Connais-toi toi-même                | Essaie de comprendre qui tu es                                          |
| 009.                       | Γαμεῖν μέλλε                 | Gameîn mélle                 | Pense au mariage                    | Pense au mariage                                                        |
| 010.                       | Καιρὸν γνῶθι                 | Kairòn gnôthi                | Reconnais l'occasion                | Identifie le moment opportun                                            |
| 011.                       | Φρόνει θνητά                 | Phrónei thnētá               | Pense aux choses mortelles          | Souviens-toi que tout est périssable                                    |
| 012.                       | Ξένος ὢν ἴσθι                | Xénos ṑn ísthi               | Sache que tu es un étranger         | Souviens toi que, d'une certaine manière, tu es un étranger             |
| 013.                       | Ἑστίαν τίμα                  | Hestían tíma                 | Honore ton foyer                    | Accorde de l'importance à ta maison                                     |
| 014.                       | Ἄρχε σεαυτοῦ                 | Árkhe seautoû                | Commande-toi toi-même               | Sois maître de toi-même                                                 |
| 015.                       | Φίλοις βοήθει                | Phílois boḗthei              | Aide tes amis                       | Aide tes amis                                                           |
| 016.                       | Θυμοῦ κράτει                 | Thumoû krátei                | Maitrise tes passions               | Maîtrise tes émotions excessives                                        |
| 017.                       | Φρόνησιν ἄσκει               | Phrónēsin áskei              | Exerce la prudence                  | Sois prudent                                                            |
| 018.                       | Πρόνοιαν τίμα                | Prónoian tíma                | Honore la prévoyance                | Sois prévoyant                                                          |
| 019.                       | Ὅρκῳ μὴ χρῶ                  | Hórkōi mḕ khrô               | N'aie pas recours au serment        | Ne fais pas de promesses                                                |
| 020.                       | Φιλίαν ἀγάπα                 | Philían agápa                | Aime l'amitié                       | Aime l'amitié                                                           |
| 021.                       | Παιδείας ἀντέχου             | Paideías antékhou            | Attache-toi à l'éducation           | Persévère dans l'apprentissage                                          |
| 022.                       | Δόξαν δίωκε                  | Dóxan díōke                  | Recherche la gloire                 | Recherche une bonne réputation                                          |
| 023.                       | Σοφίαν ζήλου                 | Sophían zḗlou                | Aspire à la sagesse                 | Admire et imite la sagesse                                              |
| 024.                       | Καλὸν εὖ λέγε                | Kalòn eû lége                | Parle bien de ce qui est beau/bon   | Parle en bien de ce qui est beau/bon                                    |
| 025.                       | Ψέγε μηδένα                  | Psége mēdéna                 | Ne dénigre personne                 | Ne critique personne                                                    |
| 026.                       | Ἐπαίνει ἀρετήν               | Epaínei aretḗn               | Loue la vertu                       | Valorise l'excellence morale                                            |
| 027.                       | Πρᾶττε δίκαια                | Prâtte díkaia                | Fais ce qui est juste               | Fais ce qui est juste                                                   |
| 028.                       | Φίλοις εὐνόει                | Phílois eunóei               | Sois bienveillant avec tes amis     | Sois bienveillant avec tes amis                                         |
| 029.                       | Ἐχθροὺς ἀμύνου               | Ekhthroùs amúnou             | Défends-toi contre tes ennemis      | Défends-toi contre tes ennemis                                          |
| 030.                       | Εὐγένειαν ἄσκει              | Eugéneian áskei              | Exerce la noblesse de ton caractère | Cultive l'excellence de ton caractère                                   |
| 031.                       | Κακίας ἀπέχου                | Kakías apékhou               | Abstiens-toi du mal                 | Évite le vice                                                           |
| 032.                       | Κοινὸς γίνου                 | Koinòs gínou                 | Sois accessible à tous              | Sois sociable                                                           |
| 033.                       | Ἴδια φύλαττε                 | Ídia phúlatte                | Protège ce qui est à toi            | Protège ce qui est à toi                                                |
| 034.                       | Αλλοτρίων ἀπέχου             | Allotríōn apékhou            | Abstiens-toi des choses d'autrui    | Ne désire pas les choses des autres                                     |
| 035.                       | Ἄκουε πάντα                  | Ákoue pánta                  | Écoute tout                         | Écoute tout le monde                                                    |
| 036.                       | Εὔφημος ἴσθι                 | Eúphēmos ísthi               | Garde une bonne réputation          | Garde une bonne réputation                                              |
| 037.                       | Φίλῳ χαρίζου                 | Phílōi kharízou              | Rends service à tes amis            | Rends service à tes amis                                                |
| 038.                       | Μηδὲν ἄγαν                   | Mēdèn ágan                   | Rien de trop                        | Ne fais aucun excès                                                     |
| 039.                       | Χρόνου φείδου                | Khrónou pheídou              | Économise le temps                  | Ne gaspille pas ton temps                                               |
| 040.                       | Ὅρα τὸ μέλλον                | Hóra tò méllon               | Regarde l'avenir                    | Préoccupe-toi de ton futur                                              |
| 041.                       | Ὕβριν μίσει                  | Húbrin mísei                 | Méprise l'insolence                 | Méprise l'insolence                                                     |
| 042.                       | Ἱκέτας αἰδοῦ                 | Hikétas aidoû                | Respecte les suppliants             | Respecte ceux qui cherchent refuge                                      |
| 043.                       | Πᾶσιν ἁρμόζου                | Pâsin harmózou               | Adapte-toi à tout                   | Adapte-toi à toutes les situations                                      |
| 044.                       | Υἱοὺς παίδευε                | Huioùs paídeue               | Éduque tes fils                     | Éduque tes fils                                                         |
| 045.                       | Ἔχων χαρίζου                 | Ékhōn kharízou               | Si tu as, accorde                   | Partage avec les autres ce que tu possèdes                              |
| 046.                       | Δόλον φοβοῦ                  | Dólon phoboû                 | Méfie-toi des tromperies            | Méfie-toi des tromperies                                                |
| 047.                       | Εὐλόγει πάντας               | Eulógei pántas               | Parle bien de tous                  | Parle toujours en bien des autres                                       |
| 048.                       | Φιλόσοφος γίνου              | Philósophos gínou            | Deviens philosophe                  | Sois un ami de la sagesse                                               |
| 049.                       | Ὅσια κρῖνε                   | Hósia krîne                  | Juge le sacré                       | Evalue la valeur de ce qui est sacré                                    |
| 050.                       | Γνοὺς πρᾶττε                 | Gnoùs prâtte                 | Agis en connaissance de cause       | Comprends la situation avant d'agir                                     |
| 051.                       | Φόνου ἀπέχου                 | Phónou apékhou               | Abstiens-toi du meurtre             | Refuse toute action qui mène à la mort d'autrui                         |
| 052.                       | Εὔχου δυνατά                 | Eúkhou dunatá                | Prie pour des choses possibles      | Prie pour des choses possibles                                          |
| 053.                       | Σοφοῖς χρῶ                   | Sophoîs khrô                 | Aie recours aux sages               | Consulte les sages                                                      |
| 054.                       | Ἦθος δοκίμαζε                | Êthos dokímaze               | Éprouve le caractère                | Teste les valeurs de l'autre                                            |
| 055.                       | Λαβὼν ἀπόδος                 | Labṑn apódos                 | Ayant reçu, rends                   | Partage tes richesses avec les autres                                   |
| 056.                       | Ὑφορῶ μηδένα                 | Huphorô mēdéna               | N'aie de méfiance pour personne     | Ne suspecte personne sans raison valable                                |
| 057.                       | Τέχνῃ χρῶ                    | Tékhnēi khrô                 | Utilise ton savoir-faire            | Utilise tes compétences                                                 |
| 058.                       | Ὃ μέλλεις, δός               | Hò mélleis, dós              |                                     | Fais ce que tu as prévu de faire                                        |
| 059.                       | Εὐεργεσίας τίμα              | Euergesías tíma              |                                     | Honore tous ceux qui te sont bénéfiques                                 |
| 060.                       | Φθόνει μηδενί                | Phthónei mēdení              |                                     | Ne sois jaloux de personne                                              |
| 061.                       | Φυλακῇ πρόσεχε               | Phulakêi prósekhe            |                                     | Sois vigilant                                                           |
| 062.                       | Ἐλπίδα αἴνει                 | Elpída aínei                 |                                     | Garde toujours l'espoir                                                 |
| 063.                       | Διαβολὴν μίσει               | Diabolḕn mísei               |                                     | Méprise le calomniateur                                                 |
| 064.                       | Δικαίως κτῶ                  | Dikaíōs ktô                  |                                     | Gagne ta vie avec honnêteté                                             |
| 065.                       | Ἀγαθοὺς τίμα                 | Agathoùs tíma                |                                     | Félicite les hommes bons                                                |
| 066.                       | Κριτὴν γνῶθι                 | Kritḕn gnôthi                |                                     | Connais le juge                                                         |
| 067.                       | Γάμους κράτει                | Gámous krátei                |                                     | Préserve ton mariage                                                    |
| 068.                       | Τύχην νόμιζε                 | Túkhēn nómize                |                                     | Sache saisir ta chance                                                  |
| 069.                       | Ἐγγύην φεῦγε                 | Engúēn pheûge                |                                     | Évite de faire des promesses                                            |
| 070.                       | Ἁπλῶς διαλέγου               | Haplôs dialégou              |                                     | Que ta parole soit sans équivoque                                       |
| 071.                       | Ὁμοίοις χρῶ                  | Homoíois khrô                |                                     | Fais toi des amis parmi ceux qui te ressemblent                         |
| 072.                       | Δαπανῶν ἄρχου                | Dapanôn árkhou               |                                     | Contrôle tes dépenses                                                   |
| 073.                       | Κτώμενος ἥδου                | Ktṓmenos hḗdou               |                                     | Sois heureux de ce que tu as                                            |
| 074.                       | Αἰσχύνην σέβου               | Aiskhúnēn sébou              |                                     | Respecte la honte (de ceux qui admettent qu'ils ont eu tort)            |
| 075.                       | Χάριν ἐκτέλει                | Khárin ektélei               |                                     | Sois disposé à rendre service                                           |
| 076.                       | Εὐτυχίαν εὔχου               | Eutukhían eúkhou             |                                     | Prie pour le bonheur                                                    |
| 077.                       | Τύχην στέργε                 | Túkhēn stérge                |                                     | Apprends à aimer ton sort                                               |
| 078.                       | Ἀκούων ὅρα                   | Akoúōn hóra                  |                                     | Analyse ce que tu as écouté                                             |
| 079.                       | Ἐργάζου κτητά                | Ergázou ktētá                |                                     | Travaille pour obtenir ce que tu veux posséder                          |
| 080.                       | Ἔριν μίσει                   | Érin mísei                   |                                     | Méprise le conflit                                                      |
| 081.                       | Ὄνειδος ἔχθαιρε              | Óneidos ékhthaire            |                                     | Méprise la honte                                                        |
| 082.                       | Γλῶτταν ἴσχε                 | Glôttan ískhe                |                                     | Retiens ta langue                                                       |
| 083.                       | Ὕβριν ἀμύνου                 | Húbrin amúnou                |                                     | Abstiens-toi d'être insolent                                            |
| 084.                       | Κρῖνε δίκαια                 | Krîne díkaia                 |                                     | Juge équitablement                                                      |
| 085.                       | Χρῶ χρήμασιν                 | Khrô khrḗmasin               |                                     | Utilise ce que tu as                                                    |
| 086.                       | Ἀδωροδόκητος δίκαζε          | Adōrodókētos díkaze          |                                     | Juge incorruptiblement                                                  |
| 087.                       | Αἰτιῶ παρόντα                | Aitiô parónta                |                                     | N'accuse que si ton accusé est présent                                  |
| 088.                       | Λέγε εἰδώς                   | Lége eidṓs                   |                                     | Ne parle que si tu sais                                                 |
| 089.                       | Βίας μὴ ἔχου                 | Bías mḕ ékhou                |                                     | N'agis pas avec violence                                                |
| 090.                       | Ἀλύπως βίου                  | Alúpōs bíou                  |                                     | Vis sans chagrin                                                        |
| 091.                       | Ὁμίλει πρᾴως                 | Homílei prā́iōs               |                                     | Comporte-toi envers autrui avec douceur                                 |
| 092.                       | Πέρας ἐπιτέλει μὴ ἀποδειλιῶν | Péras epitélei mḕ apodeiliôn |                                     | Achève la course sans te laisser intimider                              |
| 093.                       | Φιλοφρόνει πᾶσιν             | Philophrónei pâsin           |                                     | Traite les autres avec bonté                                            |
| 094.                       | Υἱοῖς μὴ καταρῶ              | Huioîs mḕ katarô             |                                     | Ne maudis pas tes enfants                                               |
| 095.                       | Γυναικὸς ἄρχε                | Gunaikòs árkhe               |                                     | Guide ton épouse                                                        |
| 096.                       | Σεαυτὸν εὖ ποίει             | Seautòn eû poíei             |                                     | Sois bon envers toi-même                                                |
| 097.                       | Εὐπροσήγορος γίνου           | Euprosḗgoros gínou           |                                     | Sois courtois                                                           |
| 098.                       | Ἀποκρίνου ἐν καιρῷ           | Apokrínou en kairôi          |                                     | Réponds à temps                                                         |
| 099.                       | Πόνει μετ’ εὐκλείας          | Pónei met’ eukleías          |                                     | Bats-toi glorieusement                                                  |
| 100.                       | Πρᾶττε ἀμετανοήτως           | Prâtte ametanoḗtōs           |                                     | Agis en t'assurant que tu ne vas pas le regretter                       |
| 101.                       | Ἁμαρτάνων μετανόει           | Hamartánōn metanóei          |                                     | Repens-toi de tes péchés                                                |
| 102.                       | Ὀφθαλμοῦ κράτει              | Ophthalmoû krátei            |                                     | Maîtrise ce que ton œil regarde                                         |
| 103.                       | Βουλεύου χρόνῳ               | Bouleúou khrónōi             |                                     | Décide-toi à temps                                                      |
| 104.                       | Πρᾶττε συντόμως              | Prâtte suntómōs              |                                     | Agis rapidement                                                         |
| 105.                       | Φιλίαν φύλαττε               | Philían phúlatte             |                                     | Préserve tes amitiés                                                    |
| 106.                       | Εὐγνώμων γίνου               | Eugnṓmōn gínou               |                                     | Sois reconnaissant                                                      |
| 107.                       | Ὁμόνοιαν δίωκε               | Homónoian díōke              |                                     | Poursuis l'harmonie                                                     |
| 108.                       | Ἄρρητον κρύπτε               | Árrhēton krúpte              |                                     | Sache garder un secret                                                  |
| 109.                       | Τὸ κρατοῦν φοβοῦ             | Tò kratoûn phoboû            |                                     | Crains ceux qui sont au pouvoir                                         |
| 110.                       | Τὸ συμφέρον θηρῶ             | Tò sumphéron thērô           |                                     | Recherche ton intérêt                                                   |
| 111.                       | Καιρὸν προσδέχου             | Kairòn prosdékhou            |                                     | Accepte la mesure nécessaire                                            |
| 112.                       | Ἔχθρας διάλυε                | Ékhthras diálue              |                                     | Débarrasse-toi de tes ennemis                                           |
| 113.                       | Γῆρας προσδέχου              | Gêras prosdékhou             |                                     | Accepte la vieillesse                                                   |
| 114.                       | Ἐπὶ ῥώμῃ μὴ καυχῶ            | Epì rhṓmēi mḕ kaukhô         |                                     | Ne te vante pas de ta force                                             |
| 115.                       | Εὐφημίαν ἄσκει               | Euphēmían áskei              |                                     | Cultive la discrétion                                                   |
| 116.                       | Ἀπέχθειαν φεῦγε              | Apékhtheian pheûge           |                                     | Fuis la haine                                                           |
| 117.                       | Πλούτει δικαίως              | Ploútei dikaíōs              |                                     | Acquiers tes richesses de manière juste                                 |
| 118.                       | Δόξαν μὴ λεῖπε               | Dóxan mḕ leîpe               |                                     | N'abandonne pas l'honneur                                               |
| 119.                       | Κακίαν μίσει                 | Kakían mísei                 |                                     | Méprise le mal                                                          |
| 120.                       | Κινδύνευε φρονίμως           | Kindúneue phronímōs          |                                     | Aventure-toi prudemment dans le danger                                  |
| 121.                       | Μανθάνων μὴ κάμνε            | Manthánōn mḕ kámne           |                                     | Ne te lasse pas d'apprendre                                             |
| 122.                       | Φειδόμενος μὴ λεῖπε          | Pheidómenos mḕ leîpe         |                                     | Sois économe                                                            |
| 123.                       | Χρησμοὺς θαύμαζε             | Khrēsmoùs thaúmaze           |                                     | Respecte les oracles                                                    |
| 124.                       | Οὓς τρέφεις, ἀγάπα           | Hoùs trépheis, agápa         |                                     | Aime ceux que tu élèves                                                 |
| 125.                       | Ἀπόντι μὴ μάχου              | Apónti mḕ mákhou             |                                     | Ne critique pas quelqu'un d'absent                                      |
| 126.                       | Πρεσβύτερον αἰδοῦ            | Presbúteron aidoû            |                                     | Respecte les anciens                                                    |
| 127.                       | Νεώτερον δίδασκε             | Neṓteron dídaske             |                                     | Enseigne les plus jeunes                                                |
| 128.                       | Πλούτῳ ἀπίστει               | Ploútōi apístei              |                                     | Ne fais pas confiance à la richesse                                     |
| 129.                       | Σεαυτὸν αἰδοῦ                | Seautòn aidoû                |                                     | Respecte-toi, toi-même                                                  |
| 130.                       | Μὴ ἄρχε ὑβρίζειν             | Mḕ árkhe hubrízein           |                                     | Ne laisse pas l'orgueil naître en toi                                   |
| 131.                       | Προγόνους στεφάνου           | Progónous stephánou          |                                     | Honore tes ancêtres en plaçant des couronnes de fleurs sur leurs tombes |
| 132.                       | Θνῆσκε ὑπὲρ πατρίδος         | Thnêske hupèr patrídos       |                                     | Sacrifie-toi pour ta patrie                                             |
| 133                        | Τῷ βίῳ μὴ ἄχθου              | Tôi bíōi mḕ ákhthou          |                                     | Ne sois pas insatisfait de la vie                                       |
| 134.                       | Ἐπὶ νεκρῷ μὴ γέλα            | Epì nekrôi mḕ géla           |                                     | Ne te moque pas des morts                                               |
| 135.                       | Ἀτυχοῦντι συνάχθου           | Atukhoûnti sunákhthou        |                                     | Partage le fardeau des malchanceux                                      |
| 136.                       | Χαρίζου ἀβλαβῶς              | Kharízou ablabôs             |                                     | Sois généreux sans arrière-pensées                                      |
| 137.                       | Μὴ ἐπὶ παντὶ λυποῦ           | Mḕ epì pantì lupoû           |                                     | Ne t'attriste pas de tout                                               |
| 138.                       | Ἐξ εὐγενῶν γέννα             | Ex eugenôn génna             |                                     | Enfante dans des lignées nobles                                         |
| 139.                       | Ἐπαγγέλλου μηδενί            | Epangéllou mēdení            |                                     | Ne fais de promesses à personne                                         |
| 140.                       | Φθιμένους μὴ ἀδίκει          | Phthiménous mḕ adíkei        |                                     | N'essaie pas de tromper les morts                                       |
| 141.                       | Εὖ πάσχε ὡς θνητός           | Eû páskhe hōs thnētós        | Endure bien en tant qu’homme mortel | Relativise tes épreuves, sachant que tu es mortel                       |
| 142.                       | Τύχῃ μὴ πίστευε              | Túkhēi mḕ písteue            | Ne te fie pas à la chance           | Ne compte pas sur la chance                                             |
| 143.                       | Παῖς ὢν κόσμιος ἴσθι         | Paîs ṑn kósmios ísthi        | Etant enfant, sois discipliné       | Durant ton enfance, comporte-toi bien                                   |
| 144.                       | Ἡβῶν ἐγκρατής                | Hēbôn enkratḗs               | Etant Adolescent, maîtrise-toi      | Durant ton Adolescence, maîtrise-toi                                    |
| 145.                       | Μέσος δίκαιος                | Mésos díkaios                | Milieu juste                        | Etant adulte, demeure juste                                             |
| 146.                       | Πρεσβύτης εὔλογος            | Presbútēs eúlogos            | Vieillard sage                      | Devenu vieil homme, sois plein de bon sens                              |
| 147.                       | Τελευτῶν ἄλυπος              | Teleutôn álupos              | Meurs sans peine                    | Parvenu à ton dernier instant, sois sans regret                         |